# Teatro di San Carlo

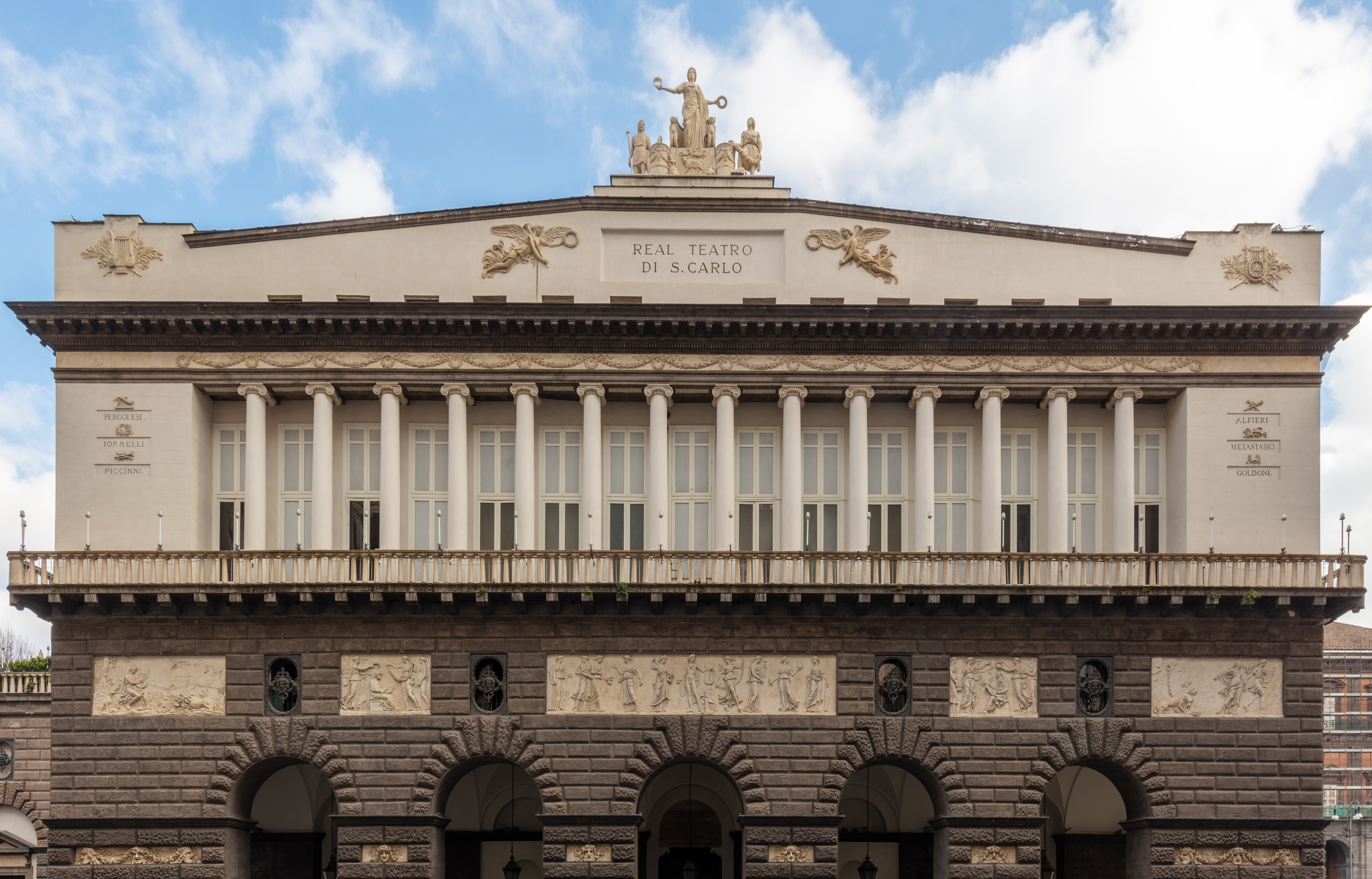
Teatro di San Carlo.

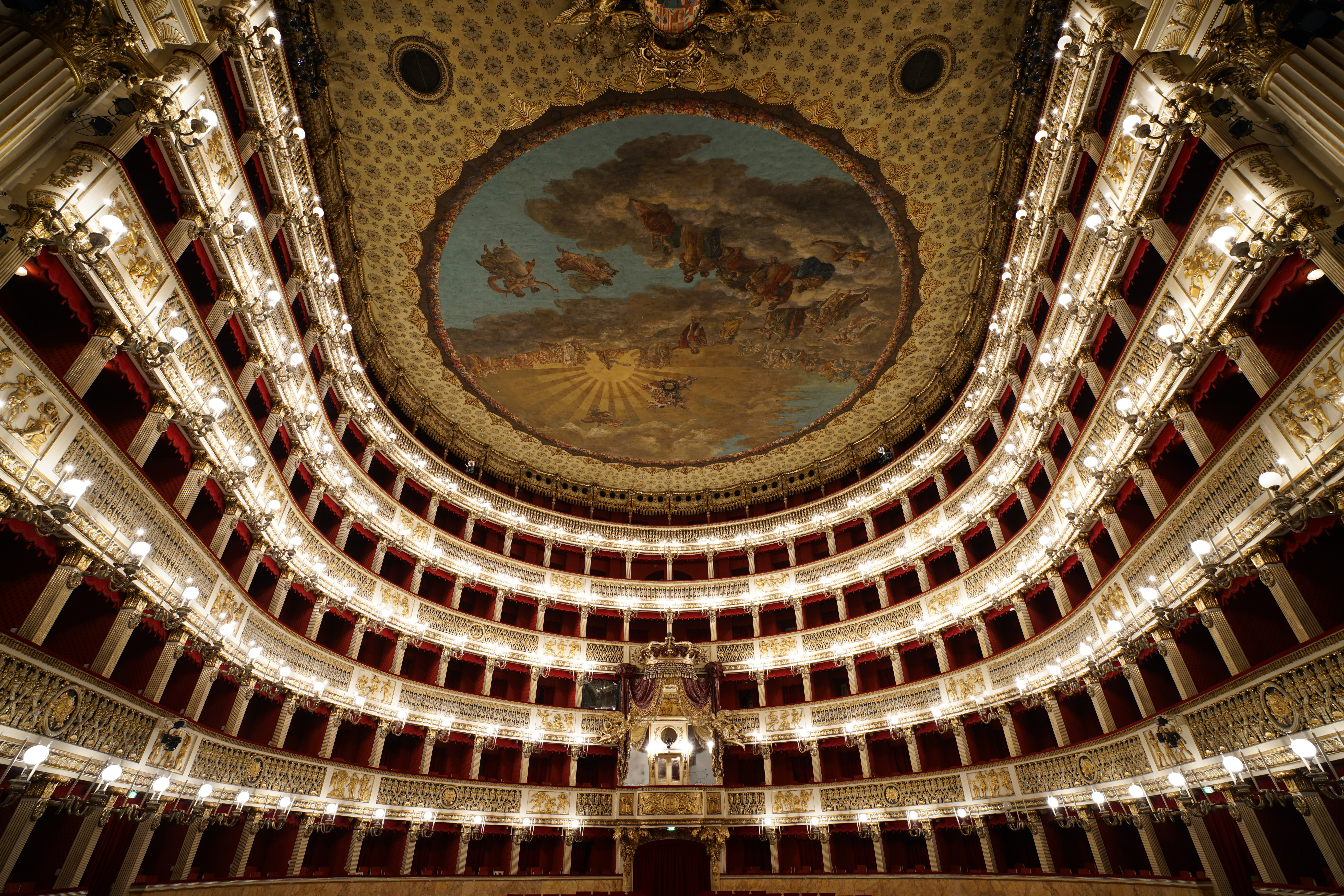
Interiören.

Teatro di San Carlo är ett operahus i Neapel, ritat av arkitekterna Giovanni Antonio Medrano och Angelo Carasale på uppdrag av Bourbonkungen Karl III av Spanien. Kungen ville ge Neapel en ny och större teater som ersättning för en tidigare teater, San Bartolomeo som byggdes 1621.

## Öppnande
Teatern öppnade den 4 november 1737 på kungens namnsdag – med en uppsättning av Domenico Sarros Achille in Sciro, en opera baserad på en pjäs av Metastasio. Vid invigningen var operahuset, med sina 3 300 sittplatser, det största i världen. Teatern blev beundrad för sin arkitektur, sina gulddekorationer, och för sina dyrbara blå tapeter; blått och guld var huset Bourbons officiella färger.

## Restaureringar
Den 12 februari 1816 förstördes San Carlo i en brand, men ritades på nytt av arkitekten Antonio Niccolini och återuppbyggdes inom loppet av tio månader av kung Ferdinand I, Karl III:s son. Öppningsföreställningen ägde rum den 12 januari 1817 med Johann Simon Mayrs pjäs Il sogno di Partenope. Stendhal var på plats i samband med invigningen och hyllade arkitekturen i en text.
Teatern återuppbyggdes som en traditionell hästskoformad sal med 1 444 sittplatser.  